# Ганс Ульрих Ґумбрехт
Га́нс У́льрих Ґу́мбрехт (нім. Hans Ulrich Gumbrecht) — теоретик літератури та філософ, що досліджує філософію, літературу та культуру. Професор-емерит Стенфордського університету.